# Kármin (keresztnév)
A Kármin újabb keletű névadás a kármin festék- és színnévből. Ez a szó arab eredetű, és francia közvetítéssel terjedt el Európában, jelentése bíborpiros.

## Gyakorisága
Az 1990-es években szórványos név, a 2000-es években nem szerepel a 100 leggyakoribb női név között.

## Névnapok
ajánlott névnap
- július 16.[2]